# CatCat
CatCat är en artistduo bestående av systrarna Virpi (f. 1969) och Katja Kätkä (f. 1972) från Övertorneå, Finland. Namnet CatCat är taget från systrarnas efternamn i plural, Kätkät.
Duon har gjort finskspråkiga versioner av till exempel Careless Whisper (Kuiskaus), Call Me (Soita mulle), Sommartider (Kuuma kesä) och Trolls hitlåt Jimmy Dean (Piirtelet mun sydämeen).
CatCat nådde 22:a plats, av totalt 25, i Eurovision Song Contest 1994 med Finlands bidrag Bye Bye Baby.

## Album
- CatCat (Finnlevy, 1992)
- Bye Bye Baby (Snap, 1994)
- Kynttilöiden syttyessä (Snap, 1994)
- Enkeli (Snap, 1995)
- Yö ja päivä (Online Records, 2001)
- Parhaat (Poptori, 2002, samlingsalbum)
- Hitit (Poptori, 2004, samlingsalbum)
- CatCat 20 vuotta (Poptori, 2012, jubileumsalbum)